# San Agustín (Isabela)
San Agustín  (Bayan ng San Agustín) es un municipio filipino sin categoría perteneciente a  la provincia de La Isabela en la Región Administrativa de Valle del Cagayán, también denominada Región II.

## Geografía
Tiene una extensión superficial de 278.40 km² y según el censo del 2007, contaba con una población de 20.861 habitantes y 4.035 hogares; 21.797 habitantes el día primero de mayo de 2010

### Barangayes
San Agustín se divide administrativamente en 23 barangayes o barrios, todos de carácter rual, excepto uno de los correspondientes a la capital, Masaya Centro.
| - Bautista - Calaocan - Dabubu Grande - Dabubu Pequeño - Dappig - Dapiz - Laoag, antes Uldogan. - Mapalad - Masaya Centro (Población) - Masaya del Norte - Masaya del Sur - Nemmatan - Palacian | - Panang - Quimalabasa del Norte - Quimalabasa del Sur - Rang-ay - Salay - San Antonio - Santo Niño - Santos - Sinaoangan del Norte - Sinaoangan del Sur - Virgoneza |